# Pedro de Meneses Parreira
Pedro de Meneses Parreira (Angra do Heroísmo, 14 de setembro de 1840 — Angra do Heroísmo, 6 de janeiro de 1912) foi um empresário agrícola e político que, entre outras funções, foi governador civil do Distrito de Angra do Heroísmo (de 30 de junho a 26 de julho de 1889 e de 13 de março a 27 de maio de 1898).

## Biografia
Oriundo de uma família rural da Ribeirinha que se urbanizou no século XIX e cujos membros se tornaram notáveis pela fortuna e proeminentes na sociedade pelos cargos e pelos cursos universitários. Seu pai, Estulano Inácio Parreira foi um dos heróis da causa liberal na Terceira e os seus descendentes ligaram-se a famílias da nobreza local. Pedro Parreira casou com D. Amélia Fournier.
Com seu irmão foi sócio de uma grande exploração agro-pecuária, a Pedro de Menezes Parreira & Irmão, que se distinguiu pela modernização das técnicas de maneio no anos iniciais do século XX.
Foi membro destacado do Partido Progressista na ilha Terceira e vereador da Câmara de Angra do Heroísmo, procurador à Junta Geral (1899-1901 e 1905-1907) e governador civil substituto do distrito em 1889 e em 1898.